# Escolar negre
L'escolar negre (Lepidocybium flavobrunneum) és una espècie de peix pertanyent a la família dels gempílids i l'única del gènere Lepidocybium.

## Descripció
Pot arribar a fer 200 cm de llargària màxima (normalment, en fa 150) i 45 kg de pes. Cos de color marró fosc (esdevé gairebé negre a mesura que envelleix). 8-9 espines i 16-18 radis tous a l'aleta dorsal i 1-2 espines i 12-14 radis tous a l'anal. 31 vèrtebres. Aletes pèlviques ben desenvolupades i amb 5 radis tous. Té una quilla lateral prominent al peduncle caudal.

## Alimentació
Menja calamars, crustacis i peixos.

## Depredadors
És depredat per la tonyina d'aleta groga (Thunnus albacares).

## Hàbitat
És un peix marí, oceanòdrom i bentopelàgic que viu entre 200 i 1.100 m de fondària al talús continental principalment i entre les latituds 50°N-48°S i 180°W-180°E. Migra cap amunt durant la nit.

## Distribució geogràfica
Es troba als mars i oceans temperats i tropicals (llevat, probablement, del nord de l'Índic).

## Ús comercial
És capturat, de vegades, pels palangrers i la seua carn, greixosa, pot tindre propietats purgants. Es comercialitza congelat i, al Japó, en forma de pastissos.

## Observacions
És inofensiu per als humans.